# Shayne Reese
Shayne Leanne Reese, född 15 september 1982 i Ballarat i Victoria, är en australisk simmare.
Reese blev olympisk guldmedaljör på 4 × 100 meter medley vid sommarspelen 2008 i Peking.